# Ashraf Kasem
Ashraf Kasem (25 luglio 1966) è un allenatore di calcio ed ex calciatore egiziano, di ruolo difensore.

## Carriera
Con la Nazionale egiziana ha partecipato ai Mondiali 1990.